# Сутой
Сутой (?—після 1185) — половецький хан. Представник роду Тертер-оба (Тертровичів, дурут). Про його батьків нічого невідомо. За однією з версій його ім'я походить від тюркського süt (молоко) та daj/dej — süttei (подібний молоку). За іншою — похідне від тюркського süttöj aq (білий). Мав разом з ханом Кончаком брати участь у битві на Каялі у 1185 році. Наприкінці ХІІ ст. мав очолити переселення свого племені з Дніпровського Лівобережжя до Наддністрянщини.

## Сім'я
- Котян
- Сомогур

### Статті
- Головко, О.Б. Половецький хан Котян Сутоєвич у політичному житті Центрально-Східної Європи першої половини XIII ст. // XI сходознавчі читання А. Кримського. Київ: Інститут сходознавства, 2007. С. 80-83.
- Пилипчук, Я.В. Хан Котян и его род  // Ұлы Даланың тарихы: түріктер мен моңғолдар. Астана, 2014. C. 62-66.
- Пріцак, О. Половці // Український історик. 1973, № 1—2, С. 112—118.
- Balogh L. Mikor költözött Kötöny kun fejedelem Magyarországra? // Acta Universitatis Szegediensis de Attila József nominalae. Acta Historica. Szeged: Szegedi Középkorász Műhely. 2001. T. 113. Old. 53-61.
- Polgár Sz. Kötöny, kun fejedelem // Tanulmányok a középkori magyar történelemről. Medievisztikai PhD-konferencia előadásai. Az. I. Szeged: Szegedi Középkorász Műhely, 1999. Old. 91-102.

### Довідники
- Плахонін А. Г. Котян, Котян Сутойович // Енциклопедія історії України : у 10 т. / редкол.: В. А. Смолій (голова) та ін. ; Інститут історії України НАН України. — К. : Наукова думка, 2009. — Т. 5 : Кон — Кю. — С. 242. — ISBN 978-966-00-0855-4.
- Котян // Українська мала енциклопедія : 16 кн. : у 8 т. / проф. Є. Онацький. — Накладом Адміністратури УАПЦ в Аргентині. — 1960. — Т. 3, кн. VI : Літери Ком — Ле. — С. 745. — 1000 екз.

1. ↑  Пріцак 1973: 112—118.
2. ↑  Пилипчук 2014: 62—66.